# The Courtin' of Calliope Clew
Pour plus de détails, voir Fiche technique et Distribution.
The Courtin' of Calliope Clew est un court métrage muet américain, réalisé par Frank Borzage, sorti en 1916.

## Fiche technique
- Titre : The Courtin' of Calliope Clew
- Réalisation : Frank Borzage
- Société de production : American Film Company
- Société de distribution : Mutual Film Corporation
- Pays de production :  États-Unis
- Langue : anglais
- Format : Noir et blanc - 35 mm - 1,37:1 - Muet
- Genre : drame
- Durée : 2 bobines
- Date de sortie : 
  - États-Unis : 11 août 1916

## Distribution
- Ann Little
- Frank Borzage
- Charles Newton